# Chevrolet Van
La Chevrolet Van es una furgoneta realizada por General Motors para Chevrolet. El término "Chevrolet Van" también se refiere a toda la serie de camionetas vendidas por Chevrolet. La primera camioneta fue lanzada en 1961 en la plataforma de Corvair, y la última camioneta Chevrolet en la producción es la Chevrolet Express. Fue fabricada entre 1964 y 1996.

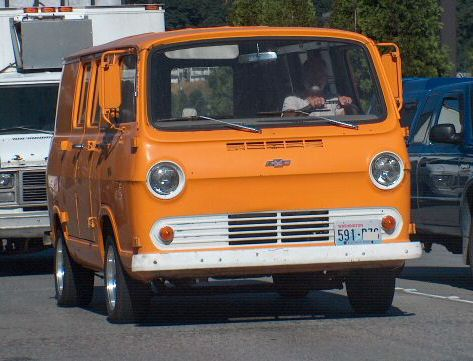
Primera generación (1964-1966)
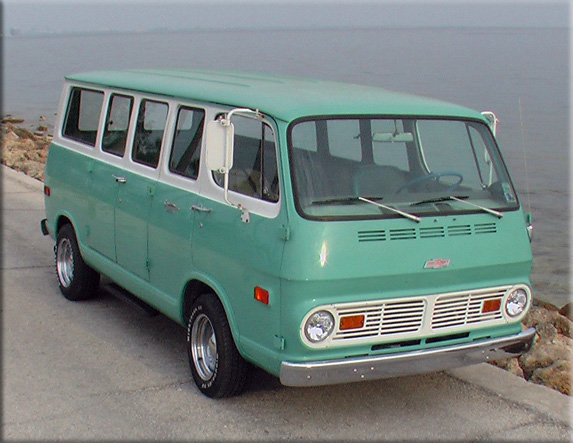
Segunda generación (1967-1970)
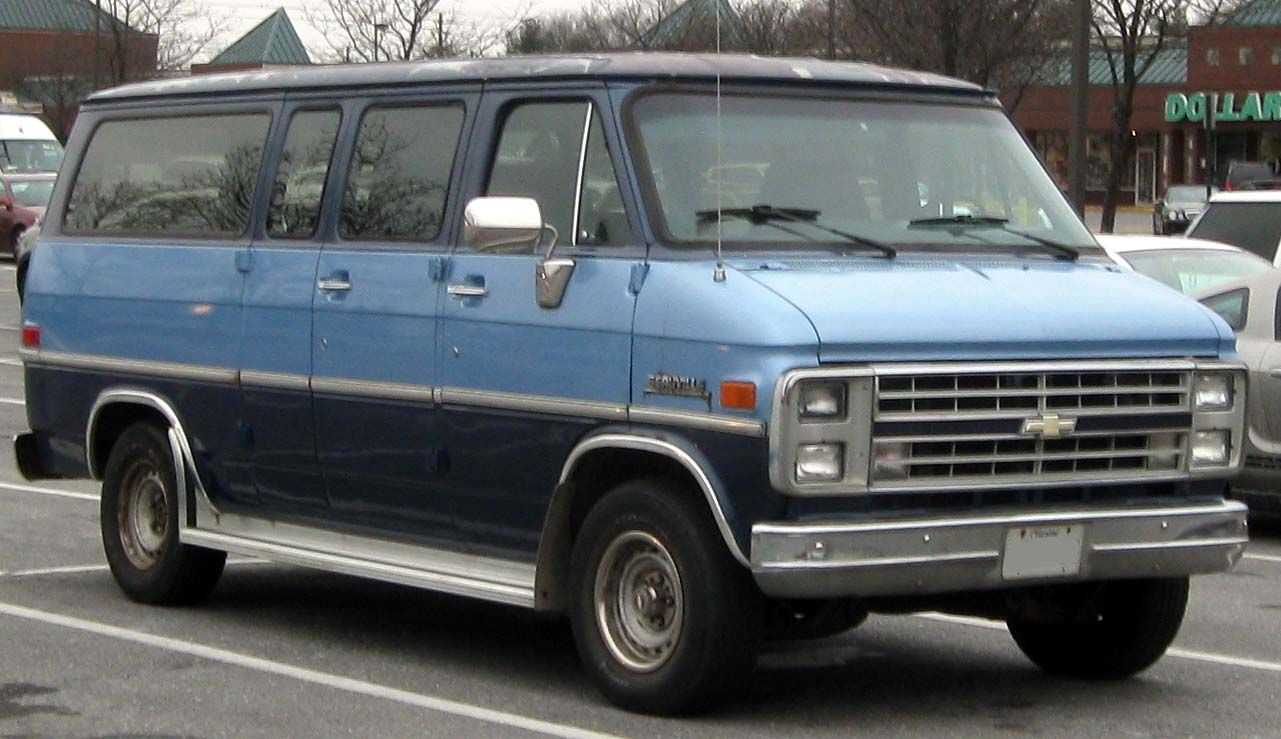
Tercera generación (1971-1996)